# Bogyoszló
Bogyoszló [boďosló] je obec v Maďarsku v župě Győr-Moson-Sopron, spadající pod okres Csorna. Nachází se asi 9 km jihozápadně od Csorny. V roce 2015 zde žilo 619 obyvatel. Dle údajů z roku 2011 tvoří 95,3 % obyvatelstva Maďaři, 1,3 % Němci, 1,3 % Romové a 0,2 % Ukrajinci, přičemž 4,2 % obyvatel se ke své národnosti nevyjádřilo.
Blízko vesnice protéká řeka Rába.

## Sousední obce
| Růžice kompasu | Babót Szárföld          | Rábatamási Jobaháza  | Csorna      | Růžice kompasu |
| Růžice kompasu | Kisfalud                | Sever                |             | Růžice kompasu |
| Růžice kompasu | Kisfalud                | Bogyoszló            |             | Růžice kompasu |
| Růžice kompasu | Kisfalud                | Jih                  |             | Růžice kompasu |
| Růžice kompasu | Mihályi Magyarkeresztúr | Potyond Sopronnémeti | Szilsárkány | Růžice kompasu |